# 湘南台站

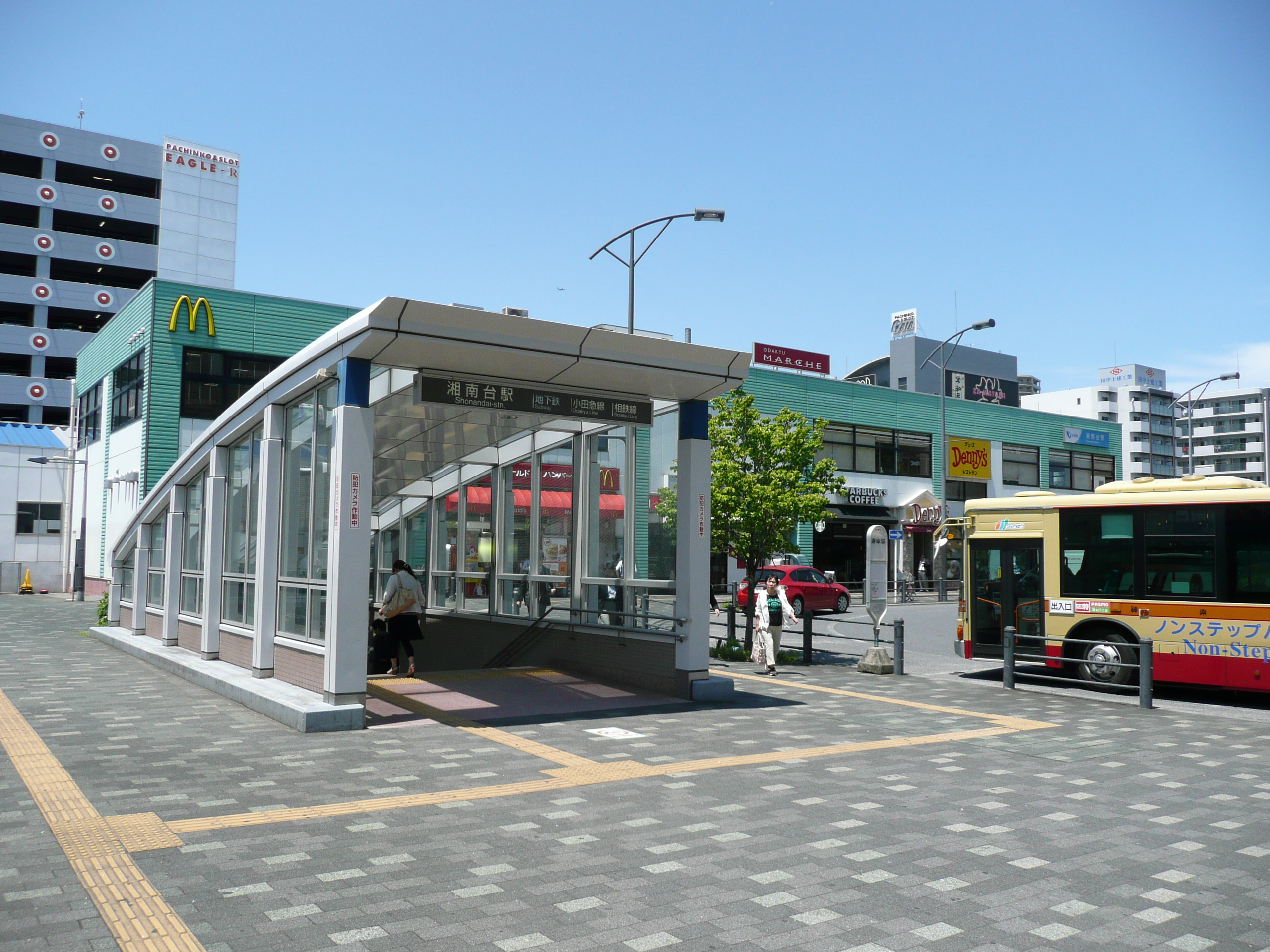
東口（2012年5月）

湘南台站（日语：／ Shōnandai eki */?）位於日本神奈川縣藤澤市湘南台，是小田急電鐵、相模鐵道、橫濱市營地下鐵的鐵路車站。作為前往慶應義塾大學湘南藤澤校區（SFC）、文教大學湘南校區、湘南生活城的玄關口，有許多路線巴士停靠本站。

## 概要
本站是小田急江之島線、相鐵泉野線、橫濱市營地下鐵藍線最新的車站。其中開業最早的是1966年（昭和41年）11月7日時在此設站的小田急電鐵，當時周邊尚未發展。之後隨著周邊開發使用者逐漸增加，1999年3月相鐵泉野線延伸至本站，而橫濱市營地下鐵1號線（藍線）也在同年8月完成串連，使本站成為藤澤市東部最重要的轉乘車站。小田急江之島線於2000年起增停急行、2002年起增停湘南急行（現快速急行）。2009年，本站成為藤澤市內次於藤澤的第二大站。對於主要是以隔鄰的橫濱市作為服務區域的相模鐵道與橫濱市營地下鐵而言，本站也是這兩家業者在藤澤市內唯一的一座車站。另外，在開業時本站的所在地地名原為「圓行」（円行），之後進行土地區劃整理後才改為「湘南台」。

## 年表

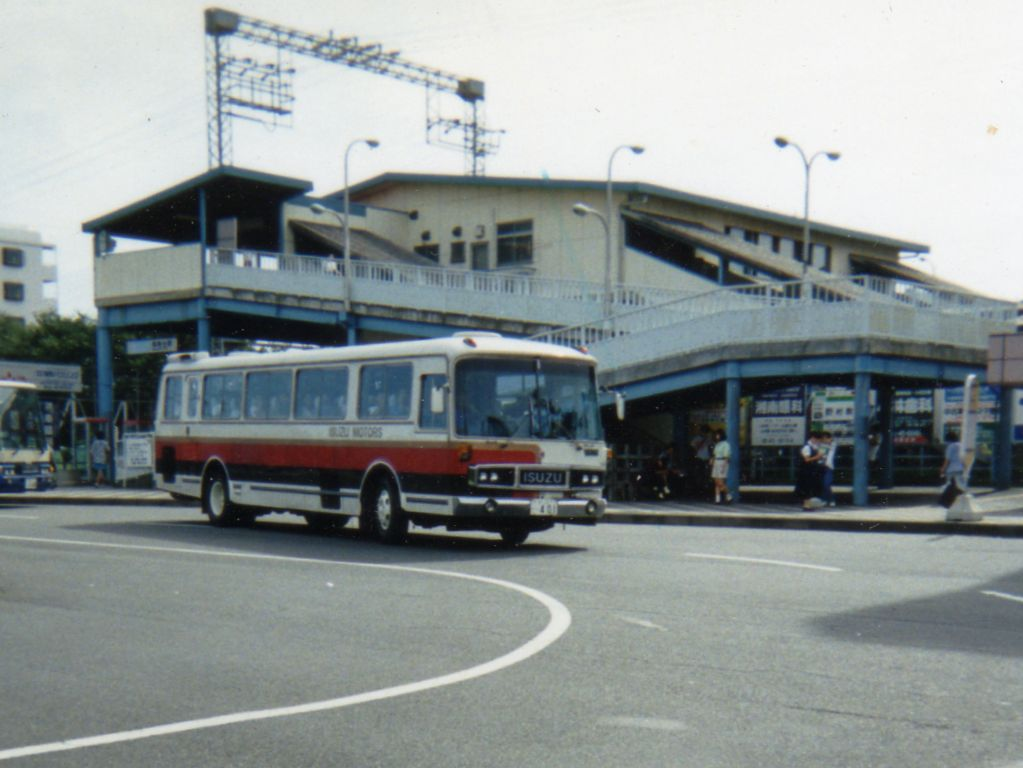
跨站式站房時代的東口。巴士為五十鈴工廠接駁巴士（1988年）

### 小田急江之島線
- 1966年（昭和41年）11月7日 - 小田急江之島線車站開業。為各站停車與準急的停靠站。
- 1999年（平成11年）10月10日 - 地下站房與東西自由通道啟用。
- 2000年（平成12年）
  - 1月28日 - 太陽能發電系統啟用。
  - 3月31日 - 車站改良工程完成。
  - 12月2日 - 小田急線增停急行。
- 2002年（平成14年）3月23日 - 新增湘南急行班次，為其停靠站。
- 2004年（平成16年）12月11日 - 湘南急行更名為快速急行。
- 2015年（平成27年）3月 - 列車資訊顯示器改為全彩LED式。

### 相鐵泉野線
- 1999年（平成11年）3月10日 - 相鐵泉野線從泉中央站延伸至本站。為快速班次始發站[1]。
- 2006年（平成18年）5月20日 - 改點，新增快速班次。
- 2012年（平成24年）4月29日 - 改點，早晨尖峰時刻廢除快速班次。
- 2014年（平成26年）4月27日 - 改點，導入特急，為特急始發站，廢止午間時段的快速班次。
- 2015年（平成27年）5月31日 - 改點，恢復午間時段的快速班次。

### 橫濱市營地下鐵藍線
- 1999年（平成11年）8月29日 - 橫濱市營地下鐵1號線從戶塚站延伸至本站[2]。
- 2007年（平成19年）9月15日 - 月台門啟用。
- 2012年（平成24年）5月1日 - 開始無線網路服務（docomo Wi-Fi）。
- 2015年（平成27年）7月18日 - 改點，為快速班次始發站。

## 站名由來
因是能眺望湘南地方的高台，因而命名為「湘南台」。

## 車站
所有路線之車站檢票口及商店全設在地下一層。地下一層設有單車停泊場及便利商店，此外，車站西面及東面設有24小時行人通道供乘客出入車站。
由於行人通道十分寬廣，吸引不少露宿者在此流連，另外也常作為活動場地（湘南台聖誕點燈、橫濱市營地下鐵演唱會等）。地下1樓設有電梯與電扶梯。

### 小田急電鐵
本站為側式月台2面2線地面車站。2000年改良工程後，成為小田急第一座設置太陽能板，導入太陽能發電的車站。
月台與剪票口層之間設有樓梯與電梯、電扶梯。
改良工程以前，當時的跨站式站房位在現址往長後方向數公尺處。
月台從東側起為1號月台。
| 月台 | 路線     | 方向 | 目的地                       |
| ---- | -------- | ---- | ---------------------------- |
| 1    | 江之島線 | 下行 | 藤澤、片瀨江之島方向         |
| 2    | 江之島線 | 上行 | 相模大野、新宿、千代田線方向 |

### 相模鐵道
本站為島式月台1面2線地下車站，本站亦是相鐵唯一一個在藤澤市之車站。管理湘南台管區泉中央～本站間。
目前為泉野線終點站，但有經慶應義塾大學湘南藤澤校區周邊與相模新站構想的倉見，往平塚方向延伸的計畫。因此泉野線月台位於小田急江之島線下方往西口方向以保留未來延伸的空間。
本站與過去也作為終點站的泉野、泉中央一樣有車站自動廣播，在列車接近、到站、發車時播放。發車時有發車鈴與蜂鳴器提示。
月台有效長度可停靠10輛編組。地板的LED燈在進站、發車時閃爍。月台列車資訊顯示器在開業時分別設於各月台，2009年7月改為1、2號月台共用。剪票口的列車資訊顯示器則一直是1、2號月台共用。
- 車站剪票口僅有一處，與月台間設有兩座樓梯與電扶梯、一座電梯。

- 本站末班車在營運後停放於本站作為隔日的首班車。

| 月台 | 路線   | 目的地                   |
| ---- | ------ | ------------------------ |
| 1、2 | 泉野線 | 二俁川、橫濱、新橫濱方向 |

### 橫濱市交通局
本站是島式月台1面2線地下車站，為橫濱市營地下鐵藍線運行系統上的起點，也是橫濱市營地下鐵唯一一個設於橫濱市外的車站。
作為站長所在站，管理湘南台管區本站～踊場間。
車站已於20079月15日開始使用月台閘門。另外，雖然本站是屬於藤澤市，但使用橫濱市敬老乘車證均有效。
過去有定期券售票窗口，現已廢除，改為自動售票機。
| 月台 | 路線          | 目的地         |
| ---- | ------------- | -------------- |
| 1、2 | 藍線（1號線） | 橫濱、薊野方向 |

## 使用狀況
開站後，本站使用人數逐漸上升。
- 小田急電鐵 - 2016年度1日平均上下車人次為90,802人[利用客数 1]。
該公司全部70個車站當中名列第13位。
- 相模鐵道 - 2016年度1日平均上下車人次為27,949人[利用客数 2]。
泉野線內次於二俣川站位居第2位。
- 橫濱市營地下鐵 - 2016年度1日平均上下車人次為48,499人[乗降データ 1]。

近年1日平均上下車人次如下表。
| 年度               | 小田急電鐵         | 小田急電鐵 | 相模鐵道           | 相模鐵道 | 橫濱市交通局       | 橫濱市交通局 |
| 年度               | 1日平均 上下車人次 | 增加率     | 1日平均 上下車人次 | 增加率   | 1日平均 上下車人次 | 增加率       |
| ------------------ | ------------------ | ---------- | ------------------ | -------- | ------------------ | ------------ |
| 1972年（昭和47年） | 13,670             |            | 未開業             | 未開業   | 未開業             | 未開業       |
| 1975年（昭和50年） | 17,372             |            | 未開業             | 未開業   | 未開業             | 未開業       |
| 1980年（昭和55年） | 24,146             |            | 未開業             | 未開業   | 未開業             | 未開業       |
| 1982年（昭和57年） | 24,541             |            | 未開業             | 未開業   | 未開業             | 未開業       |
| 1985年（昭和60年） | 30,465             |            | 未開業             | 未開業   | 未開業             | 未開業       |
| 1990年（平成02年） | 41,503             |            | 未開業             | 未開業   | 未開業             | 未開業       |
| 1995年（平成07年） | 50,432             |            | 未開業             | 未開業   | 未開業             | 未開業       |
| 1999年（平成11年） |                    |            | 17,982             |          | 13,890             |              |
| 2000年（平成12年） | 58,557             |            |                    |          | 28,805             | 107.4%       |
| 2001年（平成13年） |                    |            |                    |          | 33,239             | 15.4%        |
| 2002年（平成14年） | 66,146             |            | 21,867             |          | 37,014             | 11.4%        |
| 2003年（平成15年） | 69,495             | 5.1%       | 22,711             | 3.9%     | 39,670             | 7.2%         |
| 2004年（平成16年） | 74,060             | 6.6%       | 23,524             | 3.6%     | 42,439             | 7.0%         |
| 2005年（平成17年） | 76,247             | 3.0%       | 24,440             | 3.9%     | 45,235             | 6.6%         |
| 2006年（平成18年） | 78,334             | 2.7%       | 25,160             | 2.9%     | 46,827             | 3.5%         |
| 2007年（平成19年） | 80,937             | 3.3%       | 25,610             | 1.8%     | 47,774             | 2.0%         |
| 2008年（平成20年） | 82,015             | 1.3%       | 26,397             | 3.1%     | 43,674             | -8.6%        |
| 2009年（平成21年） | 81,489             | -0.6%      | 26,324             | -0.3%    | 43,115             | -1.3%        |
| 2010年（平成22年） | 82,948             | 1.8%       | 26,741             | 1.6%     | 44,431             | 3.1%         |
| 2011年（平成23年） | 83,460             | 0.6%       | 26,525             | -0.8%    | 44,726             | 0.7%         |
| 2012年（平成24年） | 85,702             | 2.7%       | 26,704             | 0.7%     | 45,780             | 2.4%         |
| 2013年（平成25年） | 88,542             | 3.3%       | 27,244             | 2.0%     | 47,408             | 3.6%         |
| 2014年（平成26年） | 88,380             | -0.2%      | 27,052             | -0.7%    | 46,924             | -1.0%        |
| 2015年（平成27年） | 90,208             | 2.1%       | 27,533             | 1.8%     | 47,371             | 1.0%         |
| 2016年（平成28年） | 90,802             | 0.7%       | 27,974             | 1.6%     | 48,499             | 2.4%         |

近年1日平均上車人次如下表。
| 年度               | 小田急電鐵 | 相模鐵道 | 橫濱市交通局 | 來源                |
| ------------------ | ---------- | -------- | ------------ | ------------------- |
| 1995年（平成07年） | 26,111     | 未開業   | 未開業       | [ 乗降データ 4 ]    |
| 1998年（平成10年） | 25,413     | 8,099    | 未開業       | [ 神奈川県統計 1 ]  |
| 1999年（平成11年） | 26,695     | 8,979    | 7,138        | [ 神奈川県統計 2 ]  |
| 2000年（平成12年） | 30,542     | 9,517    | 14,936       | [ 神奈川県統計 2 ]  |
| 2001年（平成13年） | 32,825     | 10,366   | 17,163       | [ 神奈川県統計 3 ]  |
| 2002年（平成14年） | 34,424     | 10,927   | 18,897       | [ 神奈川県統計 4 ]  |
| 2003年（平成15年） | 36,021     | 11,310   | 20,068       | [ 神奈川県統計 5 ]  |
| 2004年（平成16年） | 37,465     | 11,713   | 21,429       | [ 神奈川県統計 6 ]  |
| 2005年（平成17年） | 38,531     | 12,153   | 22,679       | [ 神奈川県統計 7 ]  |
| 2006年（平成18年） | 39,602     | 12,517   | 23,505       | [ 神奈川県統計 8 ]  |
| 2007年（平成19年） | 40,814     | 12,687   | 24,038       | [ 神奈川県統計 9 ]  |
| 2008年（平成20年） | 41,278     | 13,068   | 21,995       | [ 神奈川県統計 10 ] |
| 2009年（平成21年） | 40,993     | 13,034   | 21,723       | [ 神奈川県統計 11 ] |
| 2010年（平成22年） | 41,691     | 13,230   | 22,397       | [ 神奈川県統計 12 ] |
| 2011年（平成23年） | 41,915     | 13,143   | 22,553       | [ 神奈川県統計 13 ] |
| 2012年（平成24年） | 43,073     | 13,236   | 23,100       | [ 神奈川県統計 14 ] |
| 2013年（平成25年） | 44,567     | 13,495   | 23,941       | [ 神奈川県統計 15 ] |
| 2014年（平成26年） | 44,409     | 13,382   | 23,711       | [ 神奈川県統計 16 ] |
| 2015年（平成27年） | 45,326     | 13,627   | 23,917       | [ 神奈川県統計 17 ] |
| 2016年（平成28年） |            |          | 24,479       |                     |

## 車站周邊
車站周邊有許多居酒屋與柏青哥店。車站圓環每日早晨禁止一般車輛進入以保持巴士與計程車出入順暢。另外，車站附近還有本市最高的公寓大樓「Estaterra湘南台」（エスタテラ湘南台）。
車站東方有常舉辦活動的湘南台文化中心。其旁是國道467號。繼續往東跨過境川為橫濱市泉區。
位於地底的相鐵線與橫濱市營地下鐵兩線在國道467號東邊的住宅區出土後跨過境川往橫濱市前進。

### 公共設施

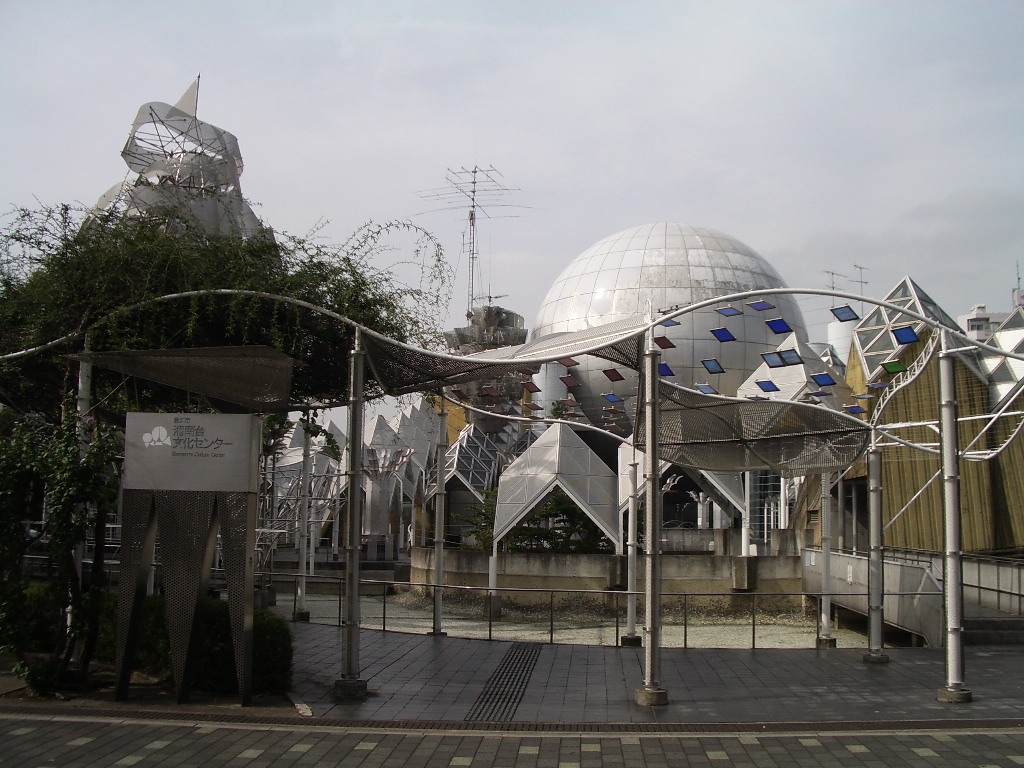
湘南台文化中心

- 湘南台文化中心（日语：湘南台文化センター）
  - 藤澤市湘南台市民中心
  - 藤澤市湘南台公民館
- 藤澤市秋葉台文化體育館（日语：藤沢市秋葉台文化体育館）
- 湘南台公園
- 圓行公園
- 藤澤市綜合市民圖書館
- 藤澤北警察署（日语：藤沢北警察署）
- 藤澤北警察署湘南台站西口派出所
- 藤澤北警察署湘南台站東口派出所
- 北消防署（日语：藤沢市消防本部）

### 保育園、幼稚園、學校

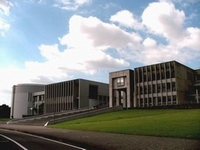
慶應義塾大學湘南藤澤校區

- 澀谷原（しぶやがはら）保育園
- 湘南台保育園
- 茁壯（すくすく）保育園
- 常盤木（ときわぎ）保育園
- 青木幼稚園（日语：青木幼稚園 (神奈川県)）
- 湘南台幼稚園
- 廣田幼稚園
- 藤澤市立湘南台小學校（日语：藤沢市立湘南台小学校）
- 藤澤市立湘南台中學校（日语：藤沢市立湘南台中学校）
- 神奈川縣立湘南台高等學校（日语：神奈川県立湘南台高等学校）
- 神奈川縣立藤澤工科高等學校（日语：神奈川県立藤沢工科高等学校）
- 文教大學湘南校區
- 多摩大學（日语：多摩大学）湘南校區
- 慶應義塾大學湘南藤澤校區

- 慶應義塾大學湘南藤澤校區

### 郵局、金融機關
■西口
- 湘南台站前郵便局
- 瑞穗銀行湘南台支店
- 三井住友銀行湘南台支店
- 靜岡銀行湘南台支店
- 橫濱信用金庫（日语：横浜信用金庫）湘南台支店
- 城南信用金庫（日语：城南信用金庫）湘南台支店

■東口
- 藤澤今田郵便局
- 三菱東京UFJ銀行湘南台支店
- 駿河銀行（日语：スルガ銀行）湘南台支店
- 橫濱銀行湘南台支店
- 八千代銀行（日语：八千代銀行）湘南台支店
- 第一生命湘南台支部

### 超市、專門店
- 大榮（日语：ダイエー）湘南台店
- SOTETSU ROSEN（日语：相鉄ローゼン）湘南台店
- 伊藤洋華堂湘南台店

### 事業所
- 五十鈴汽車藤澤工場
- 日本IBM藤澤北事業所
- HGST JAPAN藤澤事業所
- 日本精工桐原事業所

### 其他
- 引地川（日语：引地川）
- 境川（日语：境川 (東京都・神奈川県)）
- 國道467號（日语：国道467号）
- 湘南第一醫院
- 相鐵FRÉSA INN（日语：相鉄フレッサイン）藤澤湘南台
- 湘南台第一飯店

### 路線巴士
以下路線由神奈川中央交通運行。西口路線可參照神奈川中央交通綾瀨營業所（包含東口的湘14、湘27）、神奈川中央交通東 藤澤營業所（藤34、藤39、東口的藤51）、神奈川中央交通茅崎營業所（湘11、湘25），東口除藤51外可參照神奈川中央交通戶塚營業所。

#### 西口
| 乘車處    | 系統 | 主要行經地             | 目的地                 | 備註                                                                    |
| --------- | ---- | ---------------------- | ---------------------- | ----------------------------------------------------------------------- |
| 1號乘車處 | 湘23 |                        | 慶應大學               | 僅往湘南台站西口有深夜巴士（系統編號為湘26） 假日除外僅至慶應中高等部前 |
| 1號乘車處 | 湘24 | 笹久保                 | 慶應大學               |                                                                         |
| 1號乘車處 | 湘25 |                        | （急行）慶應大學       | 雙節公車「Twin Liner」（ツインライナー） 假日停班                       |
| 2號乘車處 | 湘17 |                        | 文教大學               |                                                                         |
| 2號乘車處 | 湘18 |                        | （急行）文教大學       |                                                                         |
| 3號乘車處 | 辻26 | 湘南生活城、大庭隧道   | 辻堂站北口             | 有深夜巴士                                                              |
| 4號乘車處 | 湘19 | 慶應大學、宮原         | 綾瀨車庫               |                                                                         |
| 4號乘車處 | 湘20 | 菖蒲澤                 | 綾瀨車庫               |                                                                         |
| 4號乘車處 | 湘22 | 菖蒲澤團地             | 吉岡工業團地           |                                                                         |
| 4號乘車處 | 湘28 |                        | （直行）慶應中高等部前 | 慶應義塾湘南藤澤中、高等部師生專用                                      |
| 4號乘車處 | 長41 |                        | 長後站西口             |                                                                         |
| 5號乘車處 | 湘13 | 桐原循環               | 湘南台站西口           |                                                                         |
| 5號乘車處 | 湘15 |                        | 文化體育館前           |                                                                         |
| 6號乘車處 | 湘11 | 大辻                   | 茅崎站                 |                                                                         |
| 6號乘車處 | 藤34 | 石川橋                 | 藤澤站北口             | 周六日午間時段行經南仲通                                                |
| 6號乘車處 | 藤39 | 大辻、湘南鄉村俱樂部前 | 藤澤站北口             |                                                                         |

#### 東口
| 乘車處    | 系統 | 主要行經地 | 目的地                          | 備註       |
| --------- | ---- | ---------- | ------------------------------- | ---------- |
| 1號乘車處 | 湘07 | 下飯田     | 立場總站                        |            |
| 2號乘車處 | 湘27 | 龜井野     | Dream Heights（ドリームハイツ） |            |
| 2號乘車處 | 湘29 |            | （直行）俣野公園、橫濱藥大前    | 僅平日早晨 |
| 2號乘車處 | 藤51 | 市民醫院   | 藤澤站北口                      |            |
| 3號乘車處 | 湘14 |            | 五十鈴南門前                    |            |

※東京站、新宿站發車的深夜急行巴士也停靠東口

## 相鄰車站
小田急電鐵
 江之島線

■快速急行
大和（OE 05）－湘南台（OE 09）－藤澤（OE 13）
■急行
長後（OE 08）－湘南台（OE 09）－藤澤（OE 13）
■各站停車
長後（OE 08）－湘南台（OE 09）－六會日大前（OE 10）
 相模鐵道
 泉野線
■特急
泉野（SO34）－湘南台（SO37）
■快速、■各停（快速於本線的鶴峰站停止各站停車）
夢丘（SO36）－湘南台（SO37）
 橫濱市營地下鐵
 藍線（1號線）
■快速、■普通（至戶塚為止為各站停車）
湘南台（B01）－下飯田（B02）

## 外部連結
- 湘南台 - 小田急電鐵
- 湘南台 - 相模鐵道
- 湘南台站 （页面存档备份，存于） - 橫濱市交通局